# Alexander Ypsilantis (Dragoman)

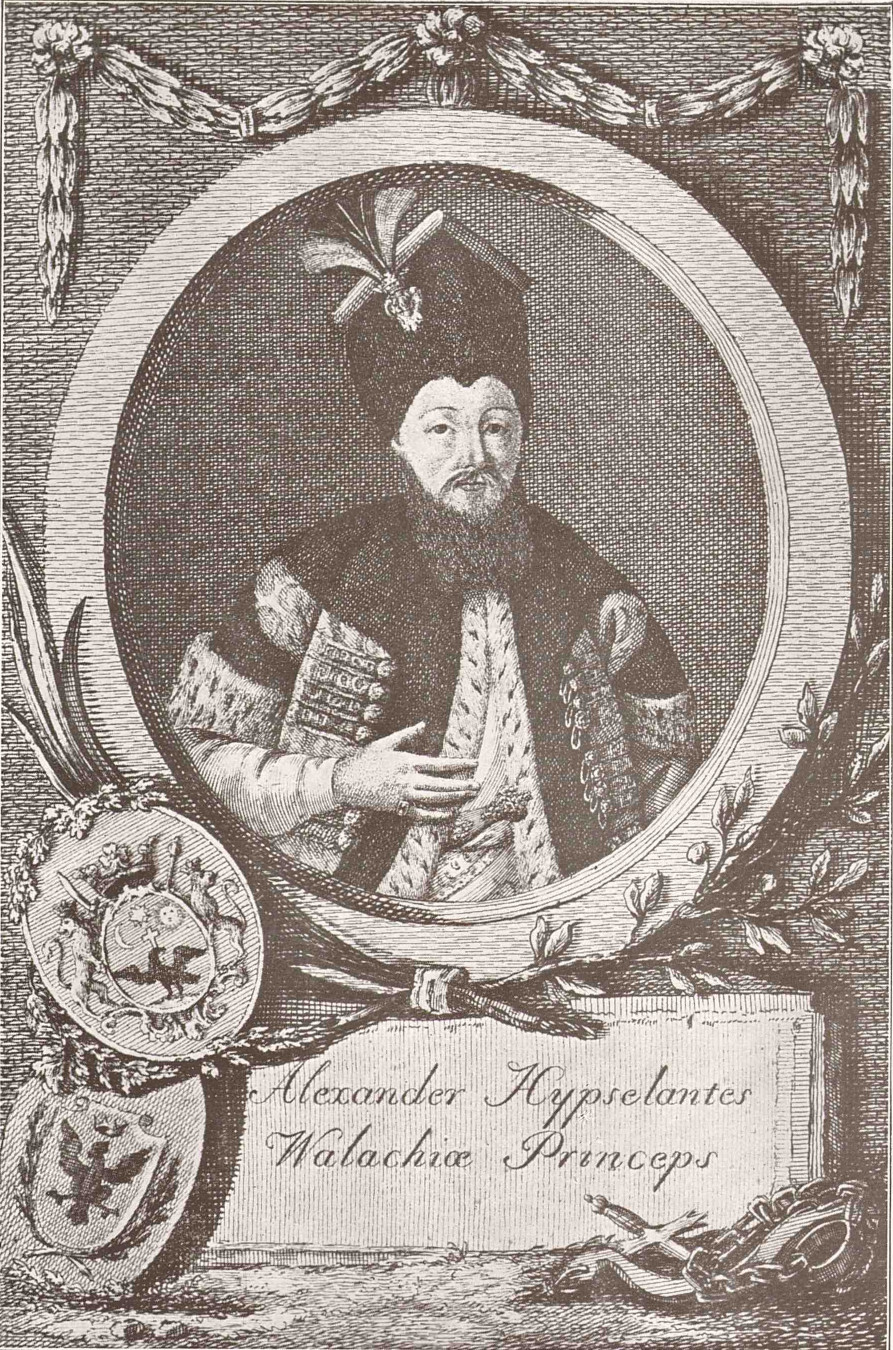
Alexander Ypsilantis

Alexander Ypsilantis (griechisch Ἀλέξανδρος Ὑψηλάντης, Aléxandros Ypsilántis; rumänisch Alexandru Ipsilanti; * 1725 in Konstantinopel; † 13. Januar 1807 ebenda) war ein griechischstämmiger Dragoman an der Hohen Pforte, später Woiwode der Fürstentumer Walachei und Moldau.
Als Diplomat im Dienste der Hohen Pforte gehörte er 1774 zu den Unterzeichnern des Friedens von Küçük Kaynarca mit Russland, wurde ein Jahr später zum Dragoman befördert und zum Statthalter der Walachei ernannt, von 1786 bis 1788 auch des Fürstentums Moldau. 1780 erließ er in der Walachei einige gesetzgeberische Reformen, die unter dem rumänischen Namen Pravilniceasca condică bzw. der griechischen Bezeichnung Syntagmation nomikon bekannt wurden, sich an die byzantinischen Basiliken anlehnten und auf eine Modernisierung des Rechtswesens hinzielten. Während des fünfjährigen Russisch-Türkischen Krieges wurde er von 1790 bis 1792 von den Österreichern in Brünn gefangen gehalten. Er wurde 1807 als Beteiligter des Janitscharenaufstands hingerichtet.
Er war Vater von Konstantin Ypsilantis, ab 1799 Wojwode des Fürstentums Moldau, und Großvater des griechischen Freiheitskämpfers Alexander Ypsilantis. Sein Sekretär war der Revolutionär Rigas Velestinlis.